# キャロル・ギリガン
キャロル・ギリガン（Carol Gilligan, 1937年11月28日 - ）は、アメリカ合衆国のフェミニストで倫理学者・心理学者。ローレンス・コールバーグと共に倫理的なコミュニティや倫理的社会について共に仕事し、また彼を批判した。倫理学における主体-客体問題でよく知られている。現在ニューヨーク大学の教授で、ケンブリッジ大学の客員教授を務めている。代表的な著作は『もうひとつの声―男女の道徳観のちがいと女性のアイデンティティ』(In a Different Voice)(1982年 邦訳1986年)。

## 経歴
法律家ウィリアム・フリードマンと幼稚園教諭マーベル・ケムニッツの一人娘として生まれ、ニューヨーク市のユダヤ系の家庭で育った。
彼女はピアノを弾き、学部時代はモダンダンスでキャリアを目指した。スワースモア大学をイギリス文学で最優等（summa cum laude）で卒業した後、ラドクリフ大学で臨床心理学で修士号を取得。ハーヴァード大学で社会心理学で学位を取得した。
1967年にハーヴァード大学で大学教員としてのキャリアを始め、1988年には同大学の教育学部で終身教授権（テュニア）を与えられている。1992年-1994年、ケンブリッジ大学でアメリカの歴史と制度のピット教授として教鞭を取った。1997年には、ジェンダー研究のパトリシア・アールベルク・グラハム教授職に指名された。
2002年ニューヨーク大学で教育学と法学の正教授となるためハーヴァード大学を去った。2008年現在、ケンブリッジ大学のジェンダー研究センターで客員教授をしている。
医者でハーヴァード医学大学院暴力研究センター所長のジェームズ・ギリガンと結婚している。

## 業績
『もうひとつの声で：心理学の理論とケアの倫理』が最もよく知られている。ギリガンは、女性の心理学や女の子の発達についても研究し、教え子たちの数多くの研究の刊行に共著者として名を連ねている。2008年に初めての小説『キラ』(Kyra)も書いている。

## 受賞歴
- 1992年　グロマイヤー賞（教育部門）
- 1996年　タイム・マガジン - アメリカの最も影響力のある25人
- 1998年　第四回ハインツ賞（英語版）（人間性部門）[8]
- 2025年　京都賞思想・芸術部門

## 著作

### 単著・共著
- Gilligan, Carol (1982). In a different voice: psychological theory and women's development. Cambridge, Massachusetts: Harvard University Press ISBN 9780674445444
岩男寿美子監訳、生田久美子、並木美智子訳『もうひとつの声：男女の道徳観のちがいと女性のアイデンティティ』川島書店、1986年
川本隆史、山辺恵理子、米典子訳『もうひとつの声で：心理学の理論とケアの倫理』風行社、2022年
- Gilligan, Carol (1989). Mapping the moral domain: a contribution of women's thinking to psychological theory and education. Cambridge, Massachusetts: Harvard University Press. ISBN 9780674548312
- Gilligan, Carol (1990). Making connections: the relational worlds of adolescent girls at Emma Willard School. Cambridge, Massachusetts: Harvard University Press. ISBN 9780674540415
- Gilligan, Carol; Brown, Lyn M. (1992). Meeting at the crossroads: women's psychology and girls' development. Cambridge, Massachusetts: Harvard University Press. ISBN 9780674564640
- Gilligan, Carol; McLean Taylor, Jill; Sullivan, Amy M. (1997). Between voice and silence: women and girls, race and relationships. Cambridge, Massachusetts: Harvard University Press. ISBN 9780674068797
- Gilligan, Carol (2002). The birth of pleasure. New York: Knopf. ISBN 9780679440376
- Gilligan, Carol (2008). Kyra: a novel. New York: Random House. ISBN 9781400061754
- Gilligan, Carol; Richards, David A.J. (2009). The deepening darkness: patriarchy, resistance, & democracy's future. Cambridge New York: Cambridge University Press. ISBN 9780521898980
- Gilligan, Carol; Gilligan, John (2011). The Scarlet Letter. Prime Stage Theatre

From the novel The Scarlet Letter by Nathaniel Hawthorne. Co-written with her son Jonathan and produced by Prime Stage Theatre in November 2011.
Educational fact sheet about the play.
- Gilligan, Carol (2011). Joining the resistance. Cambridge, UK Malden, Massachusetts: Polity Press. ISBN 9780745651705
- Gilligan, Carol; Hochschild, Arlie; Tronto, Joan (2013) (French). Contre l'indifférence des privilégiés: à quoi sert le care. Paris: Payot. ISBN 9782228908771 Details.

### 論文
- Gilligan, Carol (1997), “Woman's place in man's life cycle”, The second wave: a reader in feminist theory, New York: Routledge, pp. 198–215, ISBN 9780415917612.
- 小西真理子訳「道徳の方向性と道徳的な発達」、『生存学』vol.7、生活書院、2014年3月, pp. 229-244.